# Craig Smith
Craig Smith (Inglewood, Kalifornija, 10. studenog 1983.) američki je profesionalni košarkaš. Igra na poziciji krilnog centra, a može igrati i centra. Trenutačno je član NBA momčadi Los Angeles Clippersa. Izabran je u 2. krugu (36. ukupno) NBA drafta 2006. od strane Minnesota Timberwolvesa.

## Sveučilište
Pohađao je sveučilište Boston. Na svojoj četvrtoj godini sveučilišta, Smith je prosječno postizao 17.6 poena, 9.4 skokova, 3 asistencije, 1.2 ukradene lopte i 0.8 blokada po utakmici. 

## NBA karijera
Izabran je kao 36. izbor NBA drafta 2006. od strane Minnesota Timberwolvesa. U svojoj rookie sezoni prosječno je postizao 7.4 poena i 5.1 skokova te je izabran u All-Rookie drugu petorku. U sezoni 2007./08. dobio je veću minutažu nakon dobre rookie sezone i sjajne ljetne lige tijekom koje je prosječno postizao 21.8 poena i 6 skokova. 20. srpnja 2009. Smith je mijenjan u Los Angeles Clipperse zajedno sa Sebastianom Telfairom i Markom Madsenom u zamjenu za Quentina Richardsona.

## NBA statistika

### Regularni dio
| Godina    | Klub      | Odig. uta. | Uta. poč. | Min. | 2P%  | 3P%  | Sl. bac.% | Skok. | Asist. | Ukr. lop. | Blok. | Poena |
| --------- | --------- | ---------- | --------- | ---- | ---- | ---- | --------- | ----- | ------ | --------- | ----- | ----- |
| 2006./07. | Minnesota | 82         | 5         | 18.7 | .531 | .000 | .624      | 5.1   | .6     | .6        | .2    | 7.4   |
| 2007./08. | Minnesota | 77         | 11        | 20.1 | .563 | .000 | .665      | 4.6   | .8     | .5        | .2    | 9.4   |
| 2008./09. | Minnesota | 74         | 31        | 19.7 | .562 | .000 | .677      | 3.8   | 1.1    | .4        | .3    | 10.1  |
| Ukupno    |           | 233        | 47        | 19.5 | .553 | .000 | .658      | 4.5   | .8     | .5        | .2    | 8.9   |

## Vanjske poveznice
- Profil na NBA.com
- Profil na Basketball-Reference.com